# Italia in Coppa Europa di atletica leggera
Dal 1965 si disputava ogni anno la Coppa Europa di atletica leggera, organizzata dalla European Athletic Association, che a partire dal 2009 è stata sostituita dai Campionati europei a squadre di atletica leggera (European Athletics Team Championships), modificandone il regolamento.
La nazionale italiana ha spesso partecipato nella serie A, ottenendo come miglior piazzamento un 2º posto nel 1999 a Parigi.

## Piazzamenti
In campo maschile l'Italia è retrocessa una sola volta nel 2006, risalendo in Super League l'anno successivo e come miglior risultato vanta un 2º posto nel 1999 . Dal 2009 i Campionati europei a squadre di atletica leggera producono una sola classifica per uomini e donne.
| Anno | Piazzamento uomini | Piazzamento donne  |
| ---- | ------------------ | ------------------ |
| 1965 | 4ª in semifinale   | 5ª in semifinale   |
| 1967 | 4ª in semifinale   | 5ª in semifinale   |
| 1970 | 7ª in finale       | 4ª in semifinale   |
| 1973 | 3ª in semifinale   | 4ª in semifinale   |
| 1975 | 8ª in finale       | 5ª in semifinale   |
| 1977 | 8ª nella finale A  | 2ª nella finale B  |
| 1979 | 6ª nella finale A  | 8ª nella finale A  |
| 1981 | 5ª nella finale A  | 3ª nella finale B  |
| 1983 | 6ª nella finale A  | 1ª nella finale B  |
| 1985 | 6ª nella finale A  | 8ª nella finale A  |
| 1987 | 5ª nella finale A  | 3ª nella finale B  |
| 1989 | 4ª nella finale A  | 4ª nella finale B  |
| 1991 | 4ª nella finale A  | 1ª nella finale B  |
| 1993 | 5ª in Super League | 8ª in Super League |
| 1994 | 5ª in Super League | 2ª in First League |
| 1995 | 4ª in Super League | 7ª in Super League |
| 1996 | 3ª in Super League | 1ª in First League |
| 1997 | 4ª in Super League | 4ª in Super League |
| 1998 | 4ª in Super League | 6ª in Super League |
| 1999 | 2ª in Super League | 5ª in Super League |
| 2000 | 4ª in Super League | 5ª in Super League |
| 2001 | 4ª in Super League | 6ª in Super League |
| 2002 | 5ª in Super League | 8ª in Super League |
| 2003 | 5ª in Super League | 8ª in Super League |
| 2004 | 6ª in Super League | 1ª in First League |
| 2005 | 3ª in Super League | 7ª in Super League |
| 2006 | 7ª in Super League | 2ª in First League |
| 2007 | 1ª in First League | 1ª in First League |
| 2008 | 6ª in Super League | 6ª in Super League |
| 2009 | 6ª in Super League | 6ª in Super League |
| 2010 | 7ª in Super League | 7ª in Super League |
| 2011 | 8ª in Super League | 8ª in Super League |

## Vittorie azzurre

### Uomini (60)
- 100 metri piani: Pietro Mennea (1979)
- 200 metri piani: Pietro Mennea (1975), Fausto Desalu (2021)
- 400 metri piani: Davide Re (2019)
- 800 metri piani: Andrea Longo (1998), Giordano Benedetti (2015)
- 1500 metri piani: Franco Arese (1970), Giuseppe D'Urso (1998, 1999)
- 3000 metri piani: Salvatore Vincenti (1999)
- 5000 metri piani: Alberto Cova (1985), Salvatore Antibo (1989, 1991), Gennaro Di Napoli (1995, 1996, 1997, 1999), Yemaneberhan Crippa (2019, 2021)
- 10000 metri piani: Alberto Cova (1985), Francesco Panetta (1989, 1994), Stefano Baldini (1995)
- 3000 metri siepi: Mariano Scartezzini (1979, 1981), Francesco Panetta (1987), Alessandro Lambruschini (1989, 1991, 1994, 1995, 1998)
- 400 metri ostacoli: Laurent Ottoz (1995), Fabrizio Mori (1996, 1997, 1999, 2001, 2002), Alessandro Sibilio (2021)
- Salto con l'asta: Giuseppe Gibilisco (2005)
- Salto in lungo: Giovanni Evangelisti (1993), Simone Bianchi (1996), Andrew Howe (2006), Filippo Randazzo (2021)
- Salto triplo: Fabrizio Donato (2003, 2006, 2015), Fabrizio Schembri (2011)
- Getto del peso: Paolo Dal Soglio (1994, 1996, 2000)
- Lancio del martello: Nicola Vizzoni (2009)
- Staffetta 4×100 metri: Italia (1983, 1997, 2001, 2003, 2009, 2010)
- Staffetta 4×400 metri: Italia (1981, 2019, 2021)

### Donne (13)
- 400 metri piani: Libania Grenot (2009)
- 1500 metri piani: Gaia Sabbatini (2021)
- 3000 metri piani: Roberta Brunet (1997)
- 5000 metri piani: Nadia Battocletti (2021)
- 10000 metri piani: Maria Guida (1995)
- 100 metri ostacoli: Luminosa Bogliolo (2019)
- Salto con l'asta: Roberta Bruni (2021)
- Salto in lungo: Fiona May (1997, 1998, 1999)
- Salto triplo: Fiona May (1998)
- Salto in alto: Antonietta Di Martino (2010)
- Staffetta 4×400 metri: Italia (2009)